# VarioLF plus
VarioLF plus je částečně nízkopodlažní tramvaj, vyráběná od roku 2010 českou Aliancí TW Team, tedy sdružením firem Pragoimex, Krnovské opravny a strojírny a VKV Praha. Je odvozena od typu VarioLF.

## Konstrukce
Jedná se o jednosměrný čtyřnápravový motorový tramvajový vůz, vycházející z typu VarioLF, jehož střední část, která tvoří přibližně 36 % délky vozidla, je nízkopodlažní s podlahou ve výšce 350 mm nad temenem kolejnice (TK). Díky využití nových podvozků Komfort plus došlo ke snížení podlahy v krajních částech tramvaje, středová průchozí ulička ve výšce 650 mm nad TK je přístupná jedním schodem, sedačky po jejích bocích jsou umístěny na vyvýšených podestách. Podvozky Komfort plus mají tuhý rám tvaru H, přičemž jejich kolébka je prohnutá, takže páteřový nosník vozové skříně může být umístěn níže. Vozy mají v pravé bočnici troje dvoukřídlé dveře (střední vedou do nízkopodlažního oddílu), sedačky mají standardní uspořádání 2+1, přičemž ve vyšších krajních částech je řada sedadel u pravé bočnice nainstalována kolmo ke směru jízdy; možné však je i uspořádání po směru jízdy se stejným počtem sedaček.
Čtyři asynchronní motory TAM 1003 C/R o výkonu 80 kW jsou uloženy na rámech podvozků příčně, každý z nich pohání jednu nápravu. Elektrická výzbroj je střídavá od firmy Škoda Electric.

## Dodávky
| Současný stát | Město           | Článek | Typ          | Roky dodávek | Počet vozů | Evidenční čísla při dodání   | Poznámky | Zdroj |
| ------------- | --------------- | ------ | ------------ | ------------ | ---------- | ---------------------------- | -------- | ----- |
| Česko         | Most – Litvínov | článek | VarioLF plus | 2012–2014    | 2          | 314, 315                     |          | [ 2 ] |
| Česko         | Plzeň           | článek | VarioLF plus | 2010–2017    | 6          | 336, 337, 354, 355, 367, 368 |          | [ 3 ] |

## Provoz

### Most a Litvínov
Dopravní podnik měst Mostu a Litvínova (DPmML) vypsal na začátku roku 2012 výběrové řízení na dodávku dvou tramvají, jejíchž financování měly částečně zajistit fondy Evropské unie, respektive Regionální operační program Severozápad. Zvítězila v něm firma Pragoimex s typem VarioLF plus za celkovou částku 44,5 milionu Kč bez DPH. Ačkoliv bylo čerpání dotací v červnu 2012 pozastaveno kvůli podezření z podvodů, DPmML se rozhodl ke koupi alespoň jedné tramvaje, která byla do Mostu dodána před Vánoci 2012. Zakoupení druhého vozu závisí na výsledcích kauzy ROP Severozápad, tedy jestli Evropská unie zpětně proplatí dotaci na první tramvaj. Mostecké VarioLF plus (označené číslem 314) má oproti standardnímu provedení všechny sedačky u pravé bočnice nainstalované po směru jízdy. V první polovině ledna 2013 absolvoval vůz zkušební jízdy a prezentaci novinářům, poté následoval zácvik řidičů a v pravidelném provozu se poprvé objevil 21. ledna 2013. Vypravován je na městskou mosteckou linku 2, neboť to byla jedna z podmínek evropské dotace. Druhý vůz VarioLF plus byl DPmML dodán v prosinci 2014.

### Plzeň
Prototyp vozu VarioLF plus byl vyroben ve spolupráci Aliance TW Team, Škody Electric a Plzeňských městských dopravních podniků (PMDP) v roce 2010. Zkompletován byl v Krnovských opravnách a strojírnách, poté putoval na ostravský veletrh Czech Raildays, kde byl 15. června 2010 představen veřejnosti. Podobně jako prototyp kloubové tramvaje VarioLF2 plus (vyrobené již v roce 2009) dostal i první vůz VarioLF plus nátěr v podobě zlato-šedé metalízy. Po ukončení výstavy byl převezen do Plzně, kde byl po zprovoznění předveden 25. června novinářům. V průběhu července a srpna 2010 následovaly zkušební jízdy po plzeňské tramvajové síti, přičemž vůz byl označen číslem 116, které navazuje na řadu zkušebních tramvají na plzeňských kolejích, které nejsou v majetku PMDP. Do zkušebního provozu s cestujícími byl poprvé vypraven 1. září 2010, přičemž jakožto sólo vůz jezdil ve vložených pořadích na všech třech linkách. V říjnu byl zkušební provoz ukončen, tramvaj byla dočasně odstavena a čekala na homologaci typu. PMDP převzaly vůz po jeho schválení na začátku roku 2011, v únoru dostal běžné plzeňské evidenční číslo 336 a do pravidelného provozu byl zařazen 1. března 2011. Byl vypravován na večerní a víkendové spoje, které jsou obsluhovány sólo vozy.
Druhé VarioLF plus (č. 337) bylo do Plzně dodáno v červnu 2011, s cestujícími však vyjelo až v září a souprava č. 336+337 byla poprvé vypravena 26. září 2011. Následující dva vozy č. 354 a 355, zkompletované v Dopravním podniku měst Mostu a Litvínova, dorazily do Plzně na přelomu let 2012 a 2013. Všechny čtyři tramvaje mají zlato-šedou metalízu.
V roce 2017 byla uplatněna opce z předchozí zakázky a PDMP zakoupily další dva vozy Vario LF plus, které získaly čísla 367 a 368. Tyto dvě tramvaje získaly plzeňský nátěr (šedá, bílá, žlutá).